# Menlo (Iowa)
Menlo é uma cidade localizada no estado americano de Iowa, no Condado de Guthrie.

## Demografia
Segundo o censo americano de 2000, a sua população era de 365 habitantes.
Em 2006, foi estimada uma população de 367, um aumento de 2 (0.5%).

## Geografia
De acordo com o United States Census Bureau tem uma área de
1,2 km², dos quais 1,2 km² cobertos por terra e 0,0 km² cobertos por água. Menlo localiza-se a aproximadamente 320 m acima do nível do mar.

## Localidades na vizinhança
O diagrama seguinte representa as localidades num raio de 20 km ao redor de Menlo.